# The Journeyman Project (série)
A trilogia The Journeyman Project é uma série de três jogos para computador do gênero adventure produzida pela Presto Studios entre 1992 e 1998.
Cada jogo foi publicado individualmente mas em 1998 foi feito um pacote especial publicado pela Red Orb Entertainment contendo todos os jogos da trilogia denominado The Journeyman Project Trilogy.

## Bugs
Muitos pacotes da trilogia The Journeyman Project Trilogy apresentaram problemas no jogo Buried in Time cujo CD número 2 continha na verdade outra cópia do CD número 3, tornando impossível usar o jogo.

## Jogos
Os jogos que compõem a trilogia são:
- The Journeyman Project, publicado originalmente em 1992
- The Journeyman Project 2: Buried in Time, publicado em 1995
- The Journeyman Project 3: Legacy of Time, publicado em 1998

## Jorneyman Chronicles: Pegasus Dawn
Desde 2004 a Vigilant Entertainment Company tenta produzir um remake da série original utilizando os mordenos recursos disponíveis atualmente no universo dos jogos eletrônicos. Após resolver problemas jurídicos com a Presto Studios e outros internos da equipe de produção, há planos para iniciar em 2008 a publicação do remake que será dividido em capítulos sendo o primeiro de nome Pegasus Dawn.